# Museo Andes 1972
Museo Andes 1972 (ang. Andes Tragedy and Miracle (1972) Museum) – prywatne muzeum, zlokalizowane w Montevideo, w dzielnicy Ciudad Vieja przy ulicy Rincón. Jego tematyka związana jest z katastrofą lotu Fuerza Aérea Uruguaya 571 w Andach.
Muzeum jest własnością prywatną, z certyfikacją od Ministerstwa Edukacji i Kultury oraz Ministerstwa Turystyki i Sportu jako miejsce o szczególnych walorach kulturowych i turystycznych.

## Historia
Prekursorką muzeum była okolicznościowa wystawa pt. „Uruguayos tenían que ser”, która została przygotowana w 40. rocznicę katastrofy w Andach przez Roberto Canessę, jednego z ocalałych oraz jego przyjaciela Jörga Thomsena. Była ona prezentowana w czterech miejscach w okresie od sierpnia 2012 do maja 2013:
- od 22 sierpnia do 22 września 2012 w Centro cultural BGMOCA w Montevideo,
- od 4 do 13 stycznia 2013 w Conrad de Punta del Este w Punta del Este[3],
- od 15 stycznia do 13 lutego 2013 w Complejo Solanas w Punta Ballena[4],
- od 28 do 29 maja 2013 w Hall del LATU w Montevideo[5].

Po sukcesie wystawy, Jörg Thomsen podjął decyzję o założeniu muzeum poświęconego katastrofie. Na jego siedzibę wybrano kamienicę przy Calle Rincón 619 w dzielnicy Ciudad Vieja w historycznym centrum Montevideo.
Uroczyste otwarcie muzeum odbyło się 11 października 2013. Wzięli w nim udział m.in.: minister turystyki i sportu Liliam Kechichián, burmistrz Montevideo Ana Olivera, przedstawiciele sił powietrznych, ambasadorowie: Chile, Izraela, Niemiec i Szwajcarii, siedmiu ocalałych z katastrofy: Roberto Canessa, Alfredo Delgado, Roy Harley, José Luis Inciarte, Álvaro Mangino, Javier Methol i Gustavo Zerbino oraz członkowie rodzin niektórych ofiar.
13 maja 2014 w podziemiach muzeum otwarto przestrzeń kulturalną „El Arriero”, mieszczącą do 100–150 osób. Jej nazwa upamiętnia chilijskiego arriero Sergio Catalána, który spotkał wędrujących Fernando Parrado i Roberto Canessę, nakarmił ich, a następnie zawiadomił służby ratunkowe, przyczyniając się do uratowania ocalałych z katastrofy. 15 sierpnia 2016 Catalán odsłonił swój pomnik w przestrzeni „El Arriero”.

## Idea
Muzeum jest odpowiedzią na globalne zainteresowanie historią katastrofy lotu Fuerza Aérea Uruguaya 571, która pomogła wielu ludziom przezwyciężyć krytyczne sytuacje i znaleźć alternatywną drogę. Placówka promuje wartości takie jak: solidarność, praca zespołowa, nieustępliwość, czy zaufanie.

## Wystawa stała
Wystawa stała prezentuje głównie artefakty związane bezpośrednio z katastrofą m.in.: dokumenty, ubrania i przedmioty codziennego użytku rozbitków, części uszkodzonego samolotu oraz fotografie. Nie ma ich wiele, ponieważ po powrocie do domu, ocaleni chcieli pozbyć się przedmiotów kojarzących im się z 72 dniami spędzonymi w górach, a większość szczątków samolotu została spalona. Na wystawie znajdują się także niektóre rekwizyty użyte w filmie Alive, dramat w Andach. Do ważniejszych eksponatów należą: maszyna wodna – urządzenie stworzone przez Fito Straucha, służące do roztapiania śniegu do butelki przy pomocy promieni słonecznych; radio, które rozbitkowie znaleźli w bagażach i dzięki któremu śledzili przebieg akcji ratunkowej; czapka pilota Julio Ferradasa noszona następnie przez Roberto Canessę; kurtka i pasek, które Roberto Canessa nosił podczas wędrówki przez góry oraz naszyjnik i zegarek Susany Parrado, zabrane przez jej brata Fernando przed pochowaniem jej.